# Sunday'z Sun e.p.
「Sunday'z Sun e.p.」（サンデーズ サン イーピー）は、SUEMITSU & THE SUEMITHの3枚目のシングル。

## 解説
2006年12月6日に発売された。初回プレス盤のみ光沢ジャケット仕様。
前作の「Astaire e.p.」の好セールスを受けて期待が高まったが、売上は全作品中最も低い。
タイトル曲である「Sunday'z Sun」は、急遽シングルリリースが決定したため、それまで夏をイメージしていた歌詞をリリースの時期である冬をイメージしたものに書き直したり、露骨に書き表していた性描写もカットしたという。ちなみにタイトルはファミリーレストランのサンデーサンから採っており、本人も高校卒業後にアルバイトをしていたことがあるという。
カップリングには初のクリスマスソングである「U R My Christmas」の他、自身が敬愛するという作曲家の都倉俊一による作曲で少女隊のデビュー曲「Forever」のカバーを収録している。

## 収録曲
1. Sunday'z Sun
  - 作詞・作曲：末光篤
  - テレビ東京系『JAPAN COUNTDOWN』2006年12月度エンディングテーマ
  - ポケメロJOYSOUND CMソング
2. U R My Christmas
  - 作詞・作曲：末光篤
3. Forever
  - 作詞：亜伊林／作曲：都倉俊一